# Разврставање бања у Србији
Разврставање бања у Србији има за циљ да се на основу бројних критеријума као што су нпр. географске области у којима  се бање налазе, туристичко-географски положаји бања, туристички промет у оквиру туристичке карте Србији сврста бање у групе, по географским обележјима,  туристичким потенцијалима,  или на неки други начин (нпр према диференцији  термално географске проблематике и главним и преовлађујућим функцијама природних фактора). 

## Опште информације
За бање у Републици Србији проглашавају се одређене локације на основу комплексности природних мотиви чији развој се темељи на следећим елементима: 
- географској локације термоминералних извора,
- племенитим гасовима и лековитом блату (пелоиду)
- чистоћи ваздуха, климатским елементима са наглашеним стимулативним и умирујућим дејством чиме се превентивно делује на јачање човековог организма,
- разноврсна вегетација као значајан рекреативни и естетски атрибут бањских туристичких мотива.[2]

Све бање у Републици Србије се на основу напред наведених мотива потом разврставају према:
- географском положају или области у којој се налазе,
- туристичко-географском положају у туризму Србије,
- туристичком промету у оквиру туристичке карте Србије.

у неколико зона или група, које су приказане у наставку странице.

## Бањске зоне према областима Србије
Главне бањске зоне у Србији према Марковић Ј. (1987).
| Р.б. | Зона                     | Бање у зони                                                                              |
| ---- | ------------------------ | ---------------------------------------------------------------------------------------- |
| 1.   | Шумадијска               | Селтерс Бања — Буковичка Бања — Паланачки кисељак                                        |
| 2.   | Западно-моравска         | Овчар Бања — Горња Трепча — Матарушка бања — Богутовачка бања — Врњачка бања;            |
| 3.   | Копаоничко — јастребачка | Јошаничка бања — Рибарска бања — Луковска бања — Куршумлијска бања — Пролом бања         |
| 4.   | Новопазарско — прибојска | Прибојска бања — Прилички кисељак — Новопазарска Бања — Рајчиновачка бања                |
| 5.   | Јужно-моравска           | Сијаринска бања — Врањска бања — Бујановачка бања — Туларска бања                        |
| 6.   | Источно — србијанска     | Брестовачка бања — Гамзиградска Бања — Сокобања — Звоначка бања — Нишка Бања             |
| 7.   | Западно — србијанска     | Бања Ковиљача — Бања Врујци — Бадања —                                                   |
| 8.   | Војвођанска              | Бања Кањижа — Бања Јунаковић — Бања Русанда — Бања Врдник — Стари Сланкамен — Јодна Бања |
| 9.   | Косовска                 | Пећка бања — Бања Клокот — Бањска                                                        |

## Категоризација бања у односу на туристичко-географски положај
У односу на туристичко-географски положај Јовичић Ж. (1998),  зонирао је бање Србије у три главне групе бања:
| Категорија       | Карактеристике категорије                                          | Бање                                                                                                   |
| ---------------- | ------------------------------------------------------------------ | --- |
| Прва категорија  | Бање са најпрометнијим положајем                                   | Нишка Бања Матарушка бања                                                                              |
| Друга категорија | Бање које су у непосредној близини важних саобаћајних комуникација | Овчар бања                                                                                             |
| Трећа категорија | Бање у близини других туристичких мотива                           | Сокобања Бања Ковиљача Буковичка Бања Пећка бања Новопазарска бања Рајчиновачка бања Клокот бања и др. |

## Категоризација бања према сезонском колебању у туристичком промету
Према сезонском колебању туристичког промета, Јовичић Д. (2009), издвојио је бање Србије у следеће три зоне:
| Категорија       | Карактеристике категорије | Учешће у броју бањских ноћења | Бање                                                               |
| ---------------- | --- | ----------------------------- | ------------------------------------------------------------------ |
| Прва категорија  | У ову категорију спадају бање које највећи део промета остварују у летњој половини године. Ове бање су са најмањим капацитетима, некомплетном понудом и најмањим туристичким прометом. На већој су удаљености од значајнијих туристичких дисперзива Србије. | 5-6%                          | Богутовачка Брестовачка Луковска Звоначка Рајчиновачка бања        |
| Друга категорија | У ову категорију спадају бање које имају јаче изражену и зимску сезону, с обзиром на то да у периоду септембар — април, остварују преко 20% њиховог годишњег промета.                                                                                       | 65%                           | Врњачка бања Сокобања Нишка Бања Матарушка бања Бања Ковиљача      |
| Трећа категорија | У ову категорију спадају бање које се одликује променљивом и неуједначеном расподелом туристичког промета по месецима. | до 30%                        | Овде спадају све бање које нису сврстане у прву и другу категорију |